# 2 de mayo, La libertad de una Nación
2 de mayo, la libertad de una nación é uma série de televisão exibida na Espanha em 2008.

## Elenco
- William Miller ..... Luis Valencia
- Nando González ..... Padre Bartolomé
- Íñigo Navares ..... Curro
- Ramón Esquinas ..... Capitão Leflet
- Celine Tyll ..... Medeleine
- Andreas Muñoz ..... Toñín
- Christophe Miraval ..... Capitão Armand de Lefleur
- María Garralón ..... Dona Cata
- Carmen Morales ..... María García
- Cesáreo Estébanez ..... Don José García
- Quim Vila ..... Adrián "Barón de Puertablanca" López
- Berta Hernández ..... Lola
- Diego Molero ..... Chepas
- Elisabeth Larena ..... Casilda
- Celia Freijeiro ..... Pepita García
- Miguel Rellán ..... Braulio
- Martijn Kuiper ..... Philippe Lenglén